# Stubbekøbing
Stubbekøbing este un oraș în Danemarca.